# SV Zulte Waregem
Sportvereniging Zulte Waregem is een Belgische voetbalclub uit Waregem in West-Vlaanderen en Zulte in Oost-Vlaanderen. De club is aangesloten bij de KBVB met stamnummer 5381 en heeft als clubkleuren rood en groen. Tegenwoordig speelt de club voornamelijk met rood witte uitrusting. De huidige club ontstond in 2001 door een fusie tussen Zultse VV en KSV Waregem. In eerste instantie heette de club SV Zulte-Waregem, maar in 2005 liet men het streepje vallen. Datzelfde jaar promoveerde de club voor het eerst naar de eerste klasse. De club won in 2006 en 2017 de Beker van België en werd in het seizoen 2012/13 vicekampioen.
SV Zulte Waregem speelt in de Elindus Arena in Waregem. De maatschappelijke zetel zit in Zulte.

## Geschiedenis

### KSV Waregem
In 1924 werd in Waregem de club FC Waereghem Sportief opgericht, die zich op 28 augustus aansloot bij de voetbalbond. Bij de invoering van de stamnummers kreeg Waereghem Sportief in 1926 het stamnummer 552 toegekend. De naam werd later vervlaamst tot Waregem Sportief. Op 1 februari 1928 sloot nog een andere club uit Waregem zich aan bij de Belgische Voetbalbond, namelijk Red Star Waregem. Deze club kreeg toen stamnummer 1153 toegekend. Beide clubs speelden in de provinciale afdelingen. Waereghem Sportief slaagde erin het nationale voetbal te bereiken in 1932, toen de club aantrad in Bevordering, op dat moment de derde klasse. Na twee seizoenen zakte de club echter terug.
In 1946 fusioneerden beide clubs tot Sportvereeniging Waregem. Dit team werd lid van de voetbalbond met een nieuw stamnummer 4451. Op 13 april 1951 kreeg de club de koninklijke titel en de naam werd Koninklijke Sportvereniging Waregem, afgekort KSV Waregem. Van 1966/67 tot 1995/96 speelde Waregem in totaal 28 jaar in eerste klasse, met uitzondering van 1972/73 en 1994/95. De vierde plaats was de hoogste die de club haalde (in 1968, 1985 en 1993). De ploeg speelde ook enkele malen Europees. In 1968/69 voor de Beker der Jaarbeurssteden, in 1974/75 de Beker voor bekerwinnaars, en de UEFA Cup in 1985/86. In dat seizoen werden onder andere CA Osasuna, AC Milan en HNK Hajduk Split uitgeschakeld, maar in de halve finale werd van FC Köln verloren. Ook in 1988/89 en 1993/94 speelde de ploeg even de UEFA Cup. In 1996 verdween KSV Waregem definitief uit de eerste klasse. Drie seizoenen later, in 1998/99 werd de ploeg voorlaatste, maar degradeerde door financiële problemen zelfs weg naar de vierde klasse. De club had rood-wit als ploegkleuren, maar doordat Molecule sponsor was, speelde de ploeg de laatste seizoenen in geel-groen.
KSV Waregem speelde zijn laatste seizoen in vierde klasse A, waar het vijfde eindigde. Op 6 mei 2001 werd tegen Templeuve de laatste match gespeeld. In 2001 hield de club na faling op te bestaan.

### 2001: Fusieclub SV Zulte-Waregem
Het noodlijdende KSV Waregem fusioneerde in 2001 met Zultse VV tot SV Zulte-Waregem, waarbij het stamnummer van Zultse VV (5381) behouden bleef. Het stamnummer van KSV Waregem (4451) werd definitief geschrapt. De fusieclub verhuisde evenwel naar het Regenboogstadion van Waregem, waar zich ook het secretariaat vestigde. Hiermee wordt de club vaak als een West-Vlaamse club beschouwd, alhoewel het stamnummer van Zultse VV afstamt (Zulte behoort tot de provincie Oost-Vlaanderen). Ook de maatschappelijke zetel van de club is altijd in Zulte gebleven. De club ging van start in de derde klasse, waar Zultse VV het seizoen voordien speelde. Zulte-Waregem speelde daar onmiddellijk kampioen in zijn reeks. Wat voor Zultse het vorige seizoen niet gelukt was, daar slaagde Zulte-Waregem nu wel in: een promotie naar de tweede klasse. Het eerste seizoen dwong men daar direct een eindronde af, maar daar eindigde de club tweede. Twee seizoenen later werd Zulte-Waregem afgetekend kampioen in tweede klasse. Zulte-Waregem kon zo in 2005 naar eerste klasse, voor het eerst in de geschiedenis van het stamnummer 5381 en 10 jaar na het verdwijnen van KSV Waregem uit de hoogste reeks. De naam veranderde licht, van SV Zulte-Waregem naar SV Zulte Waregem.
De damesafdeling van Zultse VV nam niet deel aan de fusie. De damesploegen splitsten zich af en gingen verder binnen de nieuwe autonome club Dames Zultse VV, dat bij de KBVB aansloot met nummer 9387. Zij bleven in Zulte spelen in de vertrouwde geel-groene outfit van Zultse.

### 2006: Bekerwinnaar
Na een overwinning tegen Standard Luik stond SV Zulte Waregem op 13 mei 2006 verrassend in de bekerfinale tegen Excelsior Moeskroen. Paul Allaerts was scheidsrechter.
Ongeveer 8.000 supporters van Moeskroen en ongeveer 18.000 supporters van SV Zulte Waregem trokken naar het Koning Boudewijnstadion. Die 18.000 supporters van SV Zulte Waregem was een opvallend groot aantal; onder meer omdat dit ruim het dubbele was van de capaciteit van het eigen Regenboogstadion.
SVZW won de wedstrijd met 2-1. Het kwam eerst op voorsprong na een kopbaldoelpunt in de elfde minuut van cap Stefan Leleu. Custovic scoorde de 1-1-gelijkmaker in de 62e minuut. Het leek er lang op dat er verlengingen gingen komen om uit te maken wie de Belgische voetbalbeker zou gaan winnen. Het beslissende doelpunt viel echter nog in de reguliere speeltijd: een doelpunt van Tim Matthys op een vrije schop in het begin van de blessuretijd (90'+1). SV Zulte Waregem won de beker, de eerste keer in de geschiedenis van het Belgisch voetbal dat een club die pas uit de tweede klasse was gepromoveerd daarin slaagde. Door de winst kreeg het recht op een ticket voor de UEFA Cup.

### 2006-2007: UEFA Cup
De thuiswedstrijden in de UEFA Cup werden niet gespeeld in het eigen Regenboogstadion maar in het grotere Jules Ottenstadion van AA Gent. Als eerste tegenstander kreeg SV Zulte Waregem met het Russische Lokomotiv Moskou een bijzonder zware tegenstander voorgeschoteld. Lokomotiv won hun thuiswedstrijd met 2-1 (goal van Jonas Vandermarliere) op 14 september 2006. In de thuiswedstrijd op 28 september 2006 stuntte SVZW door Lokomotiv uit te schakelen via een 2-0-overwinning, met doelpunten van Tim Matthys en Tony Sergeant. Hierdoor plaatste SV Zulte Waregem zich verrassend voor de poules.
In die poules werden ze ingedeeld in een moeilijke groep, groep F, met als tegenstanders FK Austria Wien (uitwedstrijd), Sparta Praag (thuiswedstrijd), RCD Espanyol (uitwedstrijd) en AFC Ajax (thuiswedstrijd). SV Zulte Waregem won overtuigend hun eerste wedstrijd op verplaatsing tegen Austria Wien op 19 oktober 2006 met 1-4, dit met 3 goals van Tim Matthys en 1 van Wouter Vandendriessche. Ook hun tweede wedstrijd, een thuiswedstrijd op 2 november 2006, werd overtuigend en vooral verdiend gewonnen tegen het Tsjechische Sparta Praag met 3-1, met goals voor SVZW van Cédric Roussel, Stijn Meert en een owngoal. Op 23 november 2006 werd op de derde speeldag zwaar verloren in Spanje tegen de latere verliezende finalist Espanyol met 6-2. In de laatste poulewedstrijd, een gala-thuiswedstrijd tegen Ajax voor een uitverkocht Ottenstadion, verloor SVZW met 0-3-cijfers.
Door de twee overwinningen eindigde SV Zulte Waregem derde in groep F, en hiermee overwinterde het Europees. Daarmee verstevigde SVZW zijn reputatie van revelatie en was zo de enige Belgische voetbalploeg die dat seizoen de poulefase van de UEFA Cup overleefde en hierdoor overwinterde. SVZW lootte in de volgende ronde het Engelse Newcastle United. Het verloor zowel de heen- als de terugwedstrijd, waardoor het uitgeschakeld was in de UEFA Cup. In de heenwedstrijd in Gent op 15 februari 2007 werd verloren met 1-3, een week later, op 22 februari, werd in Newcastle verloren met 1-0. SV Zulte Waregem strandde hiermee in de zestiende finales.

### 2012-2013: Vicekampioen
In het seizoen 2012/13 sloeg de club een nieuwe weg in en vormde een ploeg van jonge Belgische talenten zoals Thorgan Hazard, Junior Malanda en Bryan Verboom. Het recept bleek succesvol en Zulte Waregem draaide het ganse seizoen mee aan de top van het klassement, met onder meer een reeks van 17 ongeslagen matchen. Na de reguliere competitie bekleedde Essevee de tweede plaats, op vier punten van leider Anderlecht en met acht punten voorsprong op eerste achtervolger Racing Genk.
In de play-offs bleef de club sterk presteren, met onder meer zeges tegen Anderlecht (2-1) en Club Brugge (5-2). In de tiende en laatste match van de play-offs nam Zulte Waregem het in een rechtstreeks titelduel op tegen Anderlecht, dat twee punten voorsprong had. Duizenden mensen volgden de wedstrijd op grote schermen op de markt in Waregem. Jens Naessens bracht Essevee op voorsprong, waardoor de club 2 minuten lang virtueel kampioen was. Daarna maakte Lucas Biglia echter gelijk met een afgeweken vrije trap. Door dat gelijkspel ging de titel naar Anderlecht, Zulte Waregem werd vicekampioen.
De tweede plaats werd in Waregem gevierd als een kampioenstitel, met een groot volksfeest en een feestelijke ontvangst van de spelers op de markt van Waregem. Korte tijd later werd trainer Francky Dury verkozen tot Trainer van het Jaar en kreeg spits Mbaye Leye de Ebbenhouten Schoen.

### 2013: Bestuurlijke onrust
Enkele dagen na de feestelijke seizoensafsluiter viel de club ten prooi aan bestuurlijke onrust toen uitlekte dat CEO Patrick Decuyper het stamnummer wilde verhuizen naar Antwerpen, om daar een nieuwe ploeg uit de grond te stampen die zou spelen op 't Kiel. In een persconferentie ontkende Decuyper de geruchten, maar lanceerde hij wel het plan voor een toekomstige fusie met KV Kortrijk, hun grootste rivaal. Later raakte ook bekend dat Decuyper zich had ingekocht in KV Oostende, die hij ook wou betrekken in de verhuisconstructie.
De plannen leidden tot groot protest bij de supporters. Toen de club er onverwachts in slaagde om smaakmakers Thorgan Hazard en Junior Malanda langer aan zich te binden, leek Decuyper zijn vel gered te hebben. Begin augustus lekte echter uit dat Hazards makelaar geëist had dat Davy De fauw zijn aanvoerdersband zou afstaan aan Hazard in ruil voor een verlengd verblijf. Dat leidde tot nieuw protest, waarna Decuyper op 9 augustus ontslag nam.

### 2013-2014: Bevestiging
Nadat Zulte Waregem als tweede was geëindigd in de competitie van het seizoen 2012/13 mocht het deelnemen aan de derde voorronde van de UEFA Champions League. Daarin werden ze uitgeschakeld door de nummer twee van Nederland, (PSV). Doordat het Regenboogstadion niet voldeed aan de eisen van de UEFA, werd de thuiswedstrijd van Zulte Waregem gespeeld in het stadion van Anderlecht.
Via de play-offronde tegen het Cypriotische APOEL Nicosia stootte de club door naar de groepsfase van de Europa League. Daarin nam Zulte Waregem het op tegen Roebin Kazan uit Rusland, Wigan Athletic FC uit Engeland en NK Maribor uit Slovenië. Dit keer werkte de ploeg zijn thuiswedstrijden niet in het stadion van Anderlecht af, maar in het Jan Breydelstadion in Brugge. Uiteindelijk werd Zulte Waregem derde in de groep waardoor het zich niet wist te plaatsen voor de volgende ronde.
Op het einde van het seizoen bereikte Zulte Waregem de finale van de Belgische beker. Die werd met 0-1 verloren van KSC Lokeren.

### 2016/17: Herfstkampioen en bekerwinnaar
In het seizoen 2016/17 werd SV Zulte Waregem na 14 matchen herfstkampioen met 30 punten, 5 meer dan KV Oostende en RSC Anderlecht. Het was de eerste maal in de geschiedenis van de club dat ze herfstkampioen werden.
In de bekercompetitie deed SV Zulte Waregem het ook goed. Het schakelde achtereenvolgens Capellen, Geel, STVV en Eupen uit. Op 18 maart 2017 won Essevee de beker ten nadele van KV Oostende na een penalty-shootout die gewonnen werd met 4-2.

### 2017: UEFA Europa League
Doordat Zulte Waregem bekerwinnaar werd, mocht het meedoen aan de UEFA Europa League. Ze werden geloot in groep K en moesten het daarin opnemen tegen het Italiaanse SS Lazio, het Franse OGC Nice en het Nederlandse SBV Vitesse. Zulte Waregem eindigde met 7 punten op de derde plaats. Ze waren daardoor meteen uitgeschakeld. Ze wonnen onder andere met 3-2 van Lazio en met 2-0 van Vitesse.

### 2022: Het post-Dury-tijdperk met degradatie
Na een reeks tegenvallende seizoenen waarin telkens het degradatiegevaar nipt werd ontweken, ging het in het najaar van 2021 nog slechter voor coach Francky Dury. De relatie tussen hem en deel van de supporters werd ook steeds troebeler, wat finaal tot zijn ontslag leidde in januari 2022. Het seizoen 2021/22 werd afgewerkt onder assistenten Timmy Simons en Davy De fauw, maar ook zij slaagden er niet in resultaat te behalen. Uiteindelijk resulteerde dit in het ternauwernood vermijden van degradatiebarrage. 
In het seizoen 2022-2023 begon Zulte Waregem onder leiding van Mbaye Leye, de voormalige clubtopschutter, als hoofdtrainer na de stopzetting van de samenwerking met Timmy Simons. Ondanks zijn inspanningen slaagde Leye er niet in om consistente resultaten te behalen met zijn jeugdige ploeg, waardoor de ploeg vaak in de onderste regionen van de ranglijst stond. In maart 2023 werd hij dan ook bedankt voor bewezen diensten en vervangen door Frederik D'hollander in een laatste poging om de degradatie te vermijden. Helaas kon ook deze trainerswissel niet voorkomen dat Zulte Waregem na achttien seizoenden degradeerde naar de Eerste Klasse B.
In het seizoen 2023-2024 speelde Zulte Waregem in de Eerste Klasse B na hun degradatie uit de Jupiler Pro League. De club was vastbesloten om snel terug te keren naar het hoogste niveau van het Belgische voetbal. Frederik D'hollander begon het seizoen als trainer, maar werd, ondanks een 7 op 12, na vier speeldagen vervangen door Vincent Euvrard. Onder Euvrard kon Zulte Waregem echter nooit echt overtuigen. Essevee plaatste zich wel voor de Promotion Play-Offs, maar kon in een dubbele confrontatie niet winnen van Lommel SK, waardoor promotie niet werd afgedwongen.
Op 15 juni 2024 werd Sven vandenbroeck voorgesteld als nieuwe trainer nadat Vincent Euvrard naar het pas gepromoveerde FC Dender EH vertrok. Na een wisselend seizoen werd het kampioenschap op 18 april 2025 in Eerste Klasse B gehaald in een onderling duel met medekoploper RWDM.

### Overzicht gegevens seizoenen SV Zulte Waregem
| Seizoenen | Competitie  | Trainer                                                          | Assistent-trainer                                           | Keeperstrainer | Resultaat                                                                           |
| --------- | ----------- | ---------------------------------------------------------------- | ----------------------------------------------------------- | -------------- | ----------------------------------------------------------------------------------- |
| 2001-2002 | 3e Klasse A | Francky Dury                                                     | Eddy Cordier                                                | /              | Kampioen (promotie naar 2e)                                                         |
| 2002-2003 | 2e Klasse   | Francky Dury                                                     | Eddy Cordier                                                | /              | 4e plaats (deelname eindronde)                                                      |
| 2003-2004 | 2e Klasse   | Francky Dury                                                     | Eddy Van Den Berge                                          | Yves Vermote   | 5e plaats                                                                           |
| 2004-2005 | 2e Klasse   | Francky Dury                                                     | Eddy Van Den Berge                                          | Yves Vermote   | Kampioen (promotie naar 1e Klasse) + Winnaar Tarket Flanders Soccer Cup             |
| 2005-2006 | 1e Klasse A | Francky Dury                                                     | Eddy Van Den Berge                                          | Yves Vermote   | 6e plaats + Winnaar Beker van België                                                |
| 2006-2007 | 1e Klasse A | Francky Dury                                                     | Eddy Van Den Berghe Rik Vande Velde                         | Yves Vermote   | 14e plaats + 3e ronde UEFA Cup                                                      |
| 2007-2008 | 1e Klasse A | Francky Dury                                                     | Eddy Van Den Berghe                                         | Yves Vermote   | 7e plaats                                                                           |
| 2008-2009 | 1e Klasse A | Francky Dury                                                     | Eddy Van Den Berghe                                         | Hans Galjé     | 5e plaats                                                                           |
| 2009-2010 | 1e Klasse A | Francky Dury                                                     | Eddy Van Den Berghe                                         | Gianny De Vos  | 6e plaats (play-off 1)                                                              |
| 2010-2011 | 1e Klasse A | Bart De Roover (tot 10/2010) Hugo Broos                          | Eddy Van Den Berghe                                         | Gianny De Vos  | 11e plaats                                                                          |
| 2011-2012 | 1e Klasse A | Darije Kalezić (tot 12/2011) Francky Dury                        | Peter Boeve (tot 12/2011) Eddy Van Den Berghe David Gevaert | Gianny De Vos  | 13e plaats                                                                          |
| 2012-2013 | 1e Klasse A | Francky Dury                                                     | Eddy Van Den Berghe David Gevaert                           | Gianny De Vos  | Vice-kampioen (play-off 1)                                                          |
| 2013-2014 | 1e Klasse A | Francky Dury                                                     | Eddy Van Den Berghe Ronny Verriest                          | Gianny De Vos  | 4e plaats (play-off 1) Finalist Beker van België Groepsfase UEFA Europa League      |
| 2014-2015 | 1e Klasse A | Francky Dury                                                     | Eddy Van Den Berghe Ronny Verriest                          | Gianny De Vos  | 12e plaats                                                                          |
| 2015-2016 | 1e Klasse A | Francky Dury                                                     | Eddy Van Den Berghe Ronny Verriest                          | Gianny De Vos  | 6e plaats (play-off 1)                                                              |
| 2016-2017 | 1e Klasse A | Francky Dury                                                     | Eddy Van Den Berghe Ronny Verriest                          | Gianny De Vos  | 6e plaats (play-off 1) + Winnaar Beker van België                                   |
| 2017-2018 | 1e Klasse A | Francky Dury                                                     | Eddy Van Den Berghe Ronny Verriest                          | Gianny De Vos  | 9e plaats (Reguliere competitie) Winnaar play-off 2 → Groepsfase UEFA Europa League |
| 2018-2019 | 1e Klasse A | Francky Dury                                                     | Eddy Van Den Berghe Ronny Verriest                          | Gianny De Vos  | 11e plaats                                                                          |
| 2019-2020 | 1e Klasse A | Francky Dury                                                     | Eddy Van Den Berghe Ronny Verriest                          | Gianny De Vos  | 9e plaats                                                                           |
| 2020-2021 | 1e Klasse A | Francky Dury                                                     | Timmy Simons Davy De fauw                                   | Gianny De Vos  | 10e plaats                                                                          |
| 2021-2022 | 1e Klasse A | Francky Dury (tot 12/2021) Timmy Simons                          | Timmy Simons (tot 12/2021) Davy De fauw                     | Gianny De Vos  | 16e plaats                                                                          |
| 2022-2023 | 1e Klasse A | Mbaye Leye (tot 03/2023) Frederik D'hollander                    | Patrick Asselman (tot 03/2023) Davy De fauw                 | Gianny De Vos  | 17e plaats (degradatie naar 1B)                                                     |
| 2023-2024 | 1e Klasse B | Frederik D'hollander (tot 09/2023) Vincent Euvrard (tot 06/2024) | Davy De fauw (tot 09/2023) Frédéric Stilmant (tot 06/2024)  | Reggie De Neve | 5e plaats                                                                           |
| 2024-2025 | 1e Klasse B | Sven Vandenbroeck                                                | Mohamed Messoudi (tot 06/2025)                              | Reggie De Neve | Kampioen (promotie naar 1A)                                                         |
| 2025-2026 | 1e Klasse A | Sven Vandenbroeck                                                | Mark Luijpers                                               | Reggie De Neve |                                                                                     |

## Erelijst
Zulte Waregem draagt het stamnummer 5381 van Zultse VV, en is zo eigenlijk de voortzetting van deze club. KSV Waregem speelde met stamnummer 4451, de fusieclub Zulte Waregem kan zodoende geen aanspraken maken op de erelijst van KSV Waregem.

### Nationaal
Eerste klasse
tweede (1): 2013
Beker van België
winnaar (2): 2006, 2017
finalist (1): 2014
Belgische Supercup
finalist (2): 2006, 2017
Tweede klasse
kampioen (2): 2005, 2025
Derde klasse
kampioen (1): 2002

### Individuele trofeeën
Spelers of trainers die een individuele prijs behaalden toen ze voor de club speelden:
Gouden Schoen (1)
2013 (Thorgan Hazard)
Profvoetballer van het Jaar (1)
2014 (Thorgan Hazard)
Gouden Stier (2)
2018, 2019 (Hamdi Harbaoui)
Pro Assist (1)
2016 (Onur Kaya)
Ebbenhouten Schoen (1)
2013 (Mbaye Leye)
Belofte van het Jaar (1)
2013 (Thorgan Hazard)
Coach van het Jaar (1)
2013 (Francky Dury)
Trainer van het Jaar (2)
2006, 2013 (Francky Dury)
Trofee Raymond Goethals (1)
2013 (Francky Dury)
Guy Thys Award (1)
2013 (Francky Dury)
Topscorer eerste klasse B
2025 (Jelle Vossen)
Speler van het jaar eerste klasse B
2025 (Jelle Vossen)

## Resultaten

### Belgische competitie
| Seizoen                   | Klasse | Klasse | Klasse | Klasse | Reeks                                     | Punten                                    | Opmerkingen                                                    | Beker                                     | Europa                                    |
|                           | I      | II     | III    | P.I    | Vanaf 1926/27 zijn er 3 nationale niveaus | Vanaf 1926/27 zijn er 3 nationale niveaus | Vanaf 1926/27 zijn er 3 nationale niveaus                      | Vanaf 1926/27 zijn er 3 nationale niveaus | Vanaf 1926/27 zijn er 3 nationale niveaus |
| ------------------------- | ------ | ------ | ------ | ------ | ----------------------------------------- | ----------------------------------------- | -------------------------------------------------------------- | ----------------------------------------- | ----------------------------------------- |
| 1948/49                   |        |        | 9      |        | Derde Klasse B                            | 30                                        |                                                                |                                           |                                           |
| 1949/50                   |        |        | 10     |        | Derde Klasse A                            | 29                                        |                                                                |                                           |                                           |
| 1950/51                   |        |        | 4      |        | Derde Klasse B                            | 36                                        |                                                                |                                           |                                           |
| 1951/52                   |        |        | 8      |        | Derde Klasse B                            | 28                                        |                                                                |                                           |                                           |
|                           | I      | II     | III    | IV     | Vanaf 1952/53 zijn er 4 nationale niveaus | Vanaf 1952/53 zijn er 4 nationale niveaus | Vanaf 1952/53 zijn er 4 nationale niveaus                      | Vanaf 1952/53 zijn er 4 nationale niveaus | Vanaf 1952/53 zijn er 4 nationale niveaus |
| 1952/53                   |        |        |        | 2      | Vierde Klasse A                           | 39                                        |                                                                |                                           |                                           |
| 1953/54                   |        |        |        | 1      | Vierde Klasse D                           | 48                                        |                                                                |                                           |                                           |
| 1954/55                   |        |        | 5      |        | Derde Klasse B                            | 37                                        |                                                                |                                           |                                           |
| 1955/56                   |        |        | 2      |        | Derde Klasse A                            | 42                                        |                                                                |                                           |                                           |
| 1956/57                   |        |        | 2      |        | Derde Klasse B                            | 44                                        |                                                                |                                           |                                           |
| 1957/58                   |        |        | 2      |        | Derde Klasse A                            | 42                                        |                                                                |                                           |                                           |
| 1958/59                   |        |        | 3      |        | Derde Klasse B                            | 41                                        |                                                                |                                           |                                           |
| 1959/60                   |        |        | 7      |        | Derde Klasse A                            | 34                                        |                                                                |                                           |                                           |
| 1960/61                   |        |        | 5      |        | Derde Klasse A                            | 34                                        |                                                                |                                           |                                           |
| 1961/62                   |        |        | 5      |        | Derde Klasse A                            | 34                                        |                                                                |                                           |                                           |
| 1962/63                   |        |        | 1      |        | Derde Klasse A                            | 45                                        |                                                                |                                           |                                           |
| 1963/64                   |        | 12     |        |        | Tweede Klasse                             | 27                                        |                                                                |                                           |                                           |
| 1964/65                   |        | 8      |        |        | Tweede Klasse                             | 31                                        |                                                                |                                           |                                           |
| 1965/66                   |        | 1      |        |        | Tweede Klasse                             | 41                                        |                                                                |                                           |                                           |
| 1966/67                   | 7      |        |        |        | Eerste Klasse                             | 30                                        |                                                                |                                           |                                           |
| 1967/68                   | 4      |        |        |        | Eerste Klasse                             | 36                                        |                                                                |                                           |                                           |
| 1968/69                   | 8      |        |        |        | Eerste Klasse                             | 29                                        |                                                                |                                           | IC: II                                    |
| 1969/70                   | 10     |        |        |        | Eerste Klasse                             | 25                                        |                                                                |                                           |                                           |
| 1970/71                   | 9      |        |        |        | Eerste Klasse                             | 27                                        |                                                                |                                           |                                           |
| 1971/72                   | 15     |        |        |        | Eerste Klasse                             | 21                                        |                                                                |                                           |                                           |
| 1972/73                   |        | 2      |        |        | Tweede Klasse                             | 37                                        |                                                                |                                           |                                           |
| 1973/74                   | 9      |        |        |        | Eerste Klasse                             | 27                                        |                                                                | winst                                     |                                           |
| 1974/75                   | 9      |        |        |        | Eerste Klasse                             | 39                                        |                                                                |                                           | EC2: I                                    |
| 1975/76                   | 5      |        |        |        | Eerste Klasse                             | 44                                        |                                                                |                                           |                                           |
| 1976/77                   | 6      |        |        |        | Eerste Klasse                             | 35                                        |                                                                |                                           |                                           |
| 1977/78                   | 11     |        |        |        | Eerste Klasse                             | 32                                        |                                                                |                                           |                                           |
| 1978/79                   | 14     |        |        |        | Eerste Klasse                             | 29                                        |                                                                |                                           |                                           |
| 1979/80                   | 12     |        |        |        | Eerste Klasse                             | 31                                        |                                                                |                                           |                                           |
| 1980/81                   | 11     |        |        |        | Eerste Klasse                             | 32                                        |                                                                |                                           |                                           |
| 1981/82                   | 12     |        |        |        | Eerste Klasse                             | 29                                        |                                                                | fin                                       |                                           |
| 1982/83                   | 16     |        |        |        | Eerste Klasse                             | 24                                        |                                                                | 1/4                                       |                                           |
| 1983/84                   | 7      |        |        |        | Eerste Klasse                             | 35                                        |                                                                | 1/4                                       |                                           |
| 1984/85                   | 4      |        |        |        | Eerste Klasse                             | 45                                        |                                                                | 1/4                                       |                                           |
| 1985/86                   | 8      |        |        |        | Eerste Klasse                             | 35                                        |                                                                | 1/8                                       | EC3: 1/2                                  |
| 1986/87                   | 8      |        |        |        | Eerste Klasse                             | 34                                        |                                                                | 1/4                                       |                                           |
| 1987/88                   | 6      |        |        |        | Eerste Klasse                             | 39                                        |                                                                | 1/16                                      |                                           |
| 1988/89                   | 9      |        |        |        | Eerste Klasse                             | 30                                        |                                                                | 1/16                                      | EC3: II                                   |
| 1989/90                   | 16     |        |        |        | Eerste Klasse                             | 25                                        |                                                                | 1/8                                       |                                           |
| 1990/91                   | 13     |        |        |        | Eerste Klasse                             | 28                                        |                                                                | 1/32                                      |                                           |
| 1991/92                   | 10     |        |        |        | Eerste Klasse                             | 30                                        |                                                                | 1/8                                       |                                           |
| 1992/93                   | 4      |        |        |        | Eerste Klasse                             | 42                                        |                                                                | 1/2                                       |                                           |
| 1993/94                   | 17     |        |        |        | Eerste Klasse                             | 19                                        |                                                                | 1/8                                       | EC3: I                                    |
| 1994/95                   |        | 1      |        |        | Tweede Klasse                             | 51                                        |                                                                |                                           |                                           |
| 1995/96                   | 18     |        |        |        | Eerste Klasse                             | 21                                        |                                                                | 1/4                                       |                                           |
| 1996/97                   |        | 4      |        |        | Tweede Klasse                             | 60                                        | 2de in eindronde met 12 punten                                 | IV                                        |                                           |
| 1997/98                   |        | 13     |        |        | Tweede Klasse                             | 37                                        |                                                                |                                           |                                           |
| 1998/99                   |        | 17     |        |        | Tweede Klasse                             | 26                                        | degradatie naar Vierde Klasse omwille van financiële problemen | 1/16                                      |                                           |
| 1999/00                   |        |        |        | 3      | Vierde Klasse A                           | 55                                        | verlies in eindronde tegen KVV OG Vorselaar                    | 1/8                                       |                                           |
| 2000/01                   |        |        |        | 5      | Vierde Klasse A                           | 47                                        |                                                                | II                                        |                                           |
| fusie in SV Zulte Waregem |        |        |        |        |                                           |                                           |                                                                |                                           |                                           |

| Seizoen                                                      | Klasse | Klasse | Klasse | Klasse | Klasse | Klasse | Reeks                                                    | Punten                                                   | Reeks                                                    | Opmerkingen                                                            | Beker |
|                                                              | I      | I      | II     | III    |        |        |                                                          |                                                          |                                                          |                                                                        |       |
| ------------------------------------------------------------ | ------ | ------ | ------ | ------ | ------ | ------ | -------------------------------------------------------- | -------------------------------------------------------- | -------------------------------------------------------- | ---------------------------------------------------------------------- | ----- |
| Als fusieclub SV Zulte Waregem (voor 2005: SV Zulte-Waregem) |        |        |        |        |        |        |                                                          |                                                          |                                                          |                                                                        |       |
| 2001/02                                                      |        |        |        | 1      |        |        |                                                          | 60                                                       | Derde klasse A                                           |                                                                        |       |
| 2002/03                                                      |        |        | 4      |        |        |        |                                                          | 55                                                       | Tweede klasse                                            | 2e in eindronde met 7 punten                                           |       |
| 2003/04                                                      |        |        | 5      |        |        |        |                                                          | 52                                                       | Tweede klasse                                            |                                                                        |       |
| 2004/05                                                      |        |        | 1      |        |        |        |                                                          | 73                                                       | Tweede klasse                                            |                                                                        | 1/16  |
| 2005/06                                                      | 7      | 7      |        |        |        |        |                                                          | 49                                                       | Eerste klasse                                            |                                                                        | Winst |
| 2006/07                                                      | 14     | 14     |        |        |        |        |                                                          | 37                                                       | Eerste klasse                                            |                                                                        | 1/8   |
| 2007/08                                                      | 7      | 7      |        |        |        |        |                                                          | 47                                                       | Eerste klasse                                            |                                                                        | 1/8   |
| 2008/09                                                      | 5      | 5      |        |        |        |        |                                                          | 55                                                       | Eerste klasse                                            |                                                                        | 1/8   |
| 2009/10                                                      | 6      | 6      |        |        |        |        |                                                          | 28                                                       | Eerste klasse                                            | Reguliere competitie: 6e met 41 punten                                 | 1/8   |
| 2010/11                                                      | 11     | 11     |        |        |        |        |                                                          | 33                                                       | Eerste klasse                                            | 2e in POII B                                                           | 1/16  |
| 2011/12                                                      | 13     | 13     |        |        |        |        |                                                          | 30                                                       | Eerste klasse                                            | 2e in POII B                                                           | 1/8   |
| 2012/13                                                      | 2      | 2      |        |        |        |        |                                                          | 47                                                       | Eerste klasse                                            | Vice-kampioen. Reguliere competitie: 2e met 63 punten                  | 1/4   |
| 2013/14                                                      | 4      | 4      |        |        |        |        |                                                          | 41                                                       | Eerste klasse                                            | Reguliere competitie: 4e met 53 punten                                 | Fin   |
| 2014/15                                                      | 12     | 12     |        |        |        |        |                                                          | 31                                                       | Eerste klasse                                            | 3e in POII A                                                           | 1/4   |
| 2015/16                                                      | 6      | 6      |        |        |        |        |                                                          | 27                                                       | Eerste klasse                                            | Reguliere competitie: 6e met 43 punten                                 | 1/8   |
|                                                              | 1A     | 1B     | 1Am    | 2Am    | 3Am    | P.I    | Vanaf 2016/17 zijn er 3 nationale en 2 regionale niveaus | Vanaf 2016/17 zijn er 3 nationale en 2 regionale niveaus | Vanaf 2016/17 zijn er 3 nationale en 2 regionale niveaus | Vanaf 2016/17 zijn er 3 nationale en 2 regionale niveaus               |       |
| 2016/17                                                      | 6      |        |        |        |        |        |                                                          | 33                                                       | Eerste klasse A                                          | Reguliere competitie: 3e met 54 punten                                 | Winst |
| 2017/18                                                      | 9      |        |        |        |        |        |                                                          | 37                                                       | Eerste klasse A                                          | Winnaar POII                                                           | 1/8   |
| 2018/19                                                      | 11     |        |        |        |        |        |                                                          | 33                                                       | Eerste klasse A                                          |                                                                        | 1/8   |
| 2019/20                                                      | 9      |        |        |        |        |        |                                                          | 36                                                       | Eerste klasse A                                          | Het Belgische voetbal werd stopgezet in maart n.a.v. de Coronapandemie | 1/2   |
| 2020/21                                                      | 10     |        |        |        |        |        |                                                          | 46                                                       | Eerste klasse A                                          |                                                                        | 1/16  |
| 2021/22                                                      | 16     |        |        |        |        |        |                                                          | 32                                                       | Eerste klasse A                                          |                                                                        | 1/8   |
| 2022/23                                                      | 17     |        |        |        |        |        |                                                          | 27                                                       | Eerste klasse A                                          | Degradatie                                                             | 1/2   |
| 2023/24                                                      |        | 5      |        |        |        |        |                                                          | 51                                                       | Eerste klasse B                                          | Verlies in eindronde voor promotie tegen Lommel SK                     | 1/8   |
| 2024/25                                                      |        | 1      |        |        |        |        |                                                          | 59                                                       | Eerste klasse B                                          | Kampioen                                                               | 1/8   |
| 2025/26                                                      |        |        |        |        |        |        |                                                          |                                                          | Eerste klasse A                                          |                                                                        |       |

| 1 |

| 4 |

| 5 |

| 1 |

| 7 |

| 14 |

| 7 |

| 5 |

| 6 |

| 11 |

| 13 |

| 2 |

| 4 |

| 12 |

| 6 |

| 6 |

| 9 |

| 11 |

| 9 |

| 10 |

| 16 |

| 17 |

| 5 |

| 1 |

### Europese wedstrijden

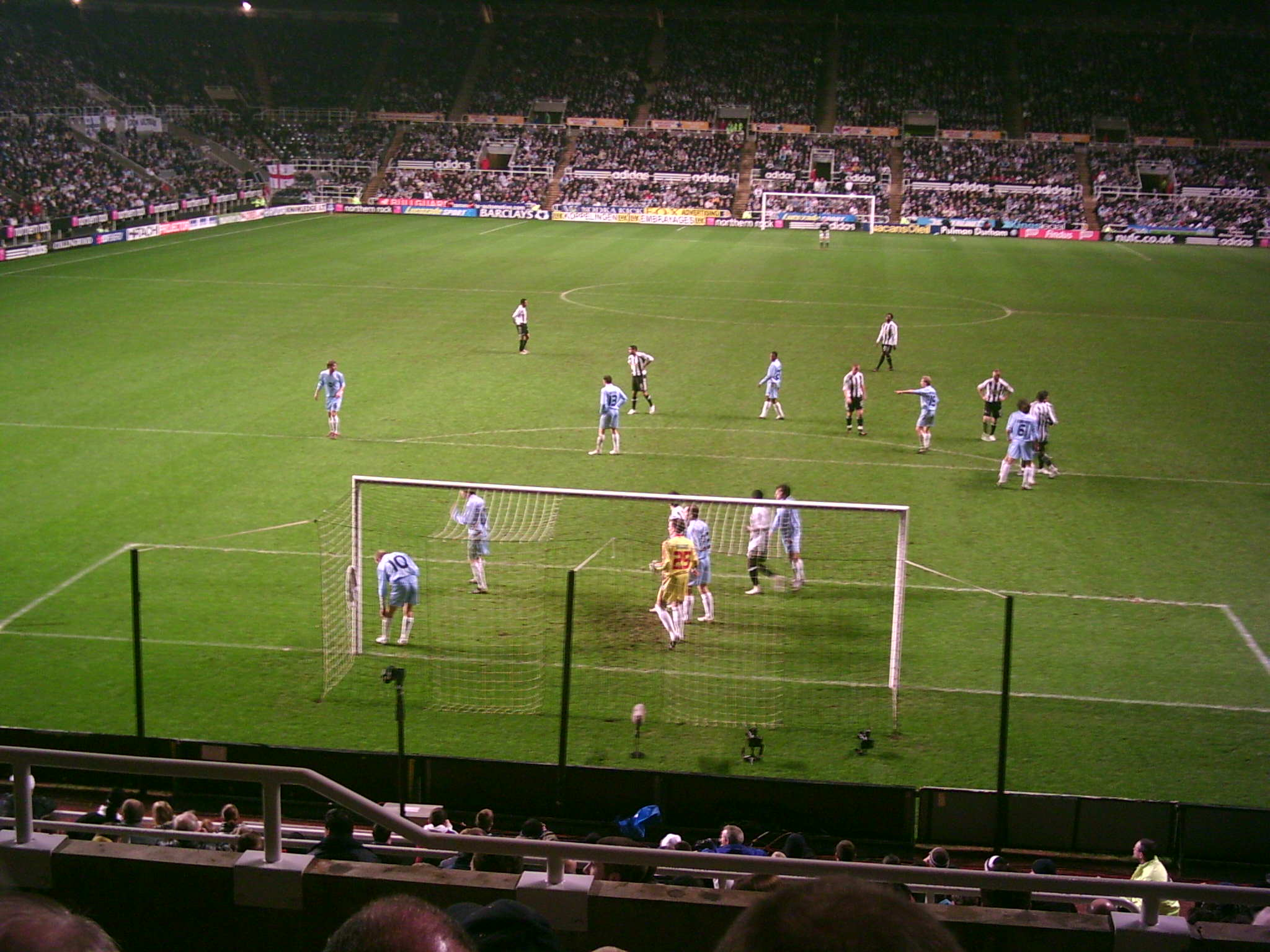
Zulte Waregem (lichtblauw) in Newcastle

#Q = #kwalificatieronde, #R = #ronde, PO=Play Offs, Groep = groepsfase, 1/8 = achtste finale, 1/4 = kwartfinale, 1/2 = halve finale, F = Finale, T/U = Thuis/Uit, W = Wedstrijd, PUC = punten UEFA coëfficiënten 
Uitslagen vanuit gezichtspunt Zulte Waregem
| Seizoen | Competitie       | Ronde        | Land                 | Club                    | Totaalscore | 1e W    | 2e W    | PUC |
| ------- | ---------------- | ------------ | -------------------- | ----------------------- | ----------- | ------- | ------- | --- |
| 2006/07 | UEFA Cup         | 1R           | Vlag van Rusland     | Lokomotiv Moskou        | 3-2         | 1-2 (U) | 2-0 (T) | 6.0 |
|         |                  | Groep F      | Vlag van Nederland   | AFC Ajax                | 0-3         | 0-3 (T) |         | 6.0 |
|         |                  | Groep F      | Vlag van Tsjechië    | Sparta Praag            | 3-1         | 3-1 (T) |         | 6.0 |
|         |                  | Groep F      | Vlag van Spanje      | RCD Espanyol            | 2-6         | 2-6 (U) |         | 6.0 |
|         |                  | Groep F (3e) | Vlag van Oostenrijk  | FK Austria Wien         | 4-1         | 4-1 (U) |         | 6.0 |
|         |                  | 3R           | Vlag van Engeland    | Newcastle United FC     | 1-4         | 1-3 (T) | 0-1 (U) | 6.0 |
| 2013/14 | Champions League | 3Q           | Vlag van Nederland   | PSV                     | 0-5         | 0-2 (U) | 0-3 (T) | 6.5 |
| 2013/14 | Europa League    | PO           | Vlag van Cyprus      | APOEL Nicosia           | 3-2         | 1-1 (T) | 2-1 (U) | 6.5 |
|         |                  | Groep D      | Vlag van Rusland     | Roebin Kazan            | 0-6         | 0-4 (U) | 0-2 (T) | 6.5 |
|         |                  | Groep D      | Vlag van Engeland    | Wigan Athletic FC       | 2-1         | 0-0 (T) | 2-1 (U) | 6.5 |
|         |                  | Groep D (3e) | Vlag van Slovenië    | NK Maribor              | 2-3         | 1-3 (T) | 1-0 (U) | 6.5 |
| 2014/15 | Europa League    | 2Q           | Vlag van Polen       | Zawisza Bydgoszcz       | 5-2         | 2-1 (T) | 3-1 (U) | 2.5 |
|         |                  | 3Q           | Vlag van Wit-Rusland | FK Sjachtsjor Salihorsk | 4-7         | 2-5 (T) | 2-2 (U) | 2.5 |
| 2017/18 | Europa League    | Groep K      | Vlag van Italië      | SS Lazio                | 3-4         | 0-2 (U) | 3-2 (T) | 5.0 |
|         |                  | Groep K      | Vlag van Frankrijk   | OGC Nice                | 2-8         | 1-5 (T) | 1-3 (U) | 5.0 |
|         |                  | Groep K (3e) | Vlag van Nederland   | SBV Vitesse             | 3-1         | 1-1 (T) | 2-0 (U) | 5.0 |

Totaal aantal punten voor UEFA coëfficiënten: 20.0

## Seizoen 2024/25

### Spelerskern
| Nr.           | Naam               | Nationaliteit | Geboortedatum | Vorige club                   |
| ------------- | ------------------ | ------------- | ------------- | ----------------------------- |
| Keepers       |                    |               |               |                               |
| 1             | Louis Bostyn       | België        | 04-10-1993    | KSV Roeselare                 |
| 23            | Ennio van der Gouw | Nederland     | 14-02-2000    | VVV-Venlo                     |
| 42            | Arnaud Dobbels     | België        | 02-02-2005    | eigen jeugd                   |
| 50            | Sef Van Damme      | België        | 08-01-2003    | eigen jeugd                   |
| Verdedigers   |                    |               |               |                               |
| 3             | Anton Tanghe       | België        | 28-01-1999    | KV Oostende                   |
| 4             | Laurent Lemoine    | België        | 24-04-1998    | KMSK Deinze                   |
| 5             | Eroine Agnikoi     | Ivoorkust     | 10-12-2005    | Stade d'Abidjan               |
| 12            | Wilguens Paugain   | Frankrijk     | 24-08-2001    | SKN St. Pölten                |
| 14            | Atli Barkarson     | IJsland       | 19-03-2001    | Sønderjyske Fodbold           |
| 19            | Benoît Nyssen      | België        | 12-09-1997    | RFC de Liège                  |
| 31            | Lukas Willen       | België        | 25-04-2003    | eigen jeugd                   |
| 47            | Andres Labie       | België        | 24-03-2004    | eigen jeugd                   |
| 55            | Yannick Cappelle   | België        | 15-05-2003    | eigen jeugd                   |
| Middenvelders |                    |               |               |                               |
| 7             | Youssef Challouk   | België        | 28-11-1995    | KV Kortrijk                   |
| 8             | Nicolas Rommens    | België        | 17-12-1994    | Racing White Daring Molenbeek |
| 17            | Pape Diop          | Senegal       | 04-09-2003    | Diambars FC                   |
| 21            | Tochukwu Nnadi     | Nigeria       | 30-06-2003    | Botev Plovdiv                 |
| 24            | Jeppe Erenbjerg    | Denemarken    | 29-04-2000    | Boldklubben 1893              |
| 27            | Ibrahim Diabate    | Ivoorkust     | 16-04-2004    |                               |
| 64            | Thibaud Sergeant   | België        | 19-09-2005    | eigen jeugd                   |
| Aanvallers    |                    |               |               |                               |
| 9             | Jelle Vossen ©     | België        | 22-03-1989    | Club Brugge                   |
| 10            | Abdoulaye Traoré   | Ivoorkust     | 2-06-2003     | Botev Plovdiv                 |
| 21            | Stavros Gavriel    | Cyprus        | 29-01-2002    | Apoel Nicosia                 |
| 20            | Tobias Hedl        | Oostenrijk    | 15-01-2001    | Rapid Wenen II                |
| 22            | Joseph Opoku       | Ghana         | 08-08-2005    | Great Corinthians FC          |
| 59            | Dylan Demuynck     | België        | 06-05-2004    | eigen jeugd                   |
| 99            | Jevon Simons       | Nederland     | 31-07-2005    | Jong PSV                      |

### Transfers

#### Inkomend
| Zomer            | Zomer         | Zomer                      |                  | Winter        | Winter         | Winter | Winter |
| Naam             | Nationaliteit | Van                        | Naam             | Nationaliteit | Van            | Huur   |        |
| ---------------- | ------------- | -------------------------- | ---------------- | ------------- | -------------- | ------ | ------ |
| Jeppe Erenbjerg  | Denemarken    | Boldklubben 1893           | Wilguens Paugain | Frankrijk     | SKN St. Pölten | Ja     |        |
| Benoît Nyssen    | België        | RFC de Liège               | Tobias Hedl      | Oostenrijk    | Rapid Wenen II | Ja     |        |
| Ibrahim Diabate  | Ivoorkust     | Jong Essevee               | Jevon Simons     | Nederland     | Jong PSV       |        |        |
| Eroine Agnikoi   | Ivoorkust     | Jong Essevee               | Oscar N'Guettia  | Ivoorkust     | RC Abidjan     |        |        |
| Atli Barkarson   | IJsland       | Sønderjyske Fodbold        | Moussa Seck      | Ivoorkust     | RC Abidjan     |        |        |
| Laurent Lemoine  | België        | KMSK Deinze                |                  |               |                |        |        |
| Youssef Challouk | België        | KV Kortrijk                |                  |               |                |        |        |
| Joseph Opoku     | Ghana         | Great Corinthians FC       |                  |               |                |        |        |
| Nathan Fraser    | Ierland       | Wolverhampton Wanderers FC |                  |               |                |        |        |

#### Uitgaand
| Naam               | Nationaliteit | Naar                       | Huur | Periode    |
| ------------------ | ------------- | -------------------------- | ---- | ---------- |
| Mohamed Guindo     | Mali          | RAAL La Louvière           |      | Zomer      |
| Novatus Miroshi    | Tanzania      | Göztepe                    |      | Zomer      |
| Ortwin De Wolf     | België        | KV Mechelen                |      | Zomer      |
| Kevor Palumets     | Estland       | HJK Helsinki               | Ja   | Zomer      |
| Zinho Gano         | Guinee-Bissau | Einde contract             |      | Zomer      |
| Alessandro Ciranni | België        | Einde contract             |      | Zomer      |
| Ruud Vormer        | Nederland     | Einde carrière             |      | Zomer      |
| Robbe Decostere    | België        | Einde contract             |      | Zomer      |
| Stan Braem         | België        | Einde contract             |      | Zomer      |
| Borja López        | Spanje        | Einde contract             |      | Zomer      |
| Patrick Handzongo  | Kameroen      | Einde contract             |      | Zomer      |
| Alioune Ndour      | Senegal       | Kristiansund BK            | Ja   | Zomer      |
| Christian Brüls    | België        | Contract ontbonden         |      | Zomer      |
| Modou Tambedou     | Senegal       | Contract ontbonden         |      | Mid-season |
| Nathan Fraser      | Ierland       | Wolverhampton Wanderers Fc |      | Mid-season |
| Matheus Machado    | Brazilië      | Al-Fateh SC                |      | Winter     |

## Bekende (ex-)spelers
- Chuks Aneke
- Saido Berahino
- Franck Berrier
- Théo Bongonda
- Sammy Bossut
- Gianni Bruno
- Thomas Buffel
- Teddy Chevalier
- Alessandro Ciranni
- Steve Colpaert
- Ibrahima Conté
- Sander Coopman
- Alessandro Cordaro
- Henrik Dalsgaard
- Karel D'Haene
- Nathan D'Haemers
- Laurens De Bock
- Tjörven De Brul
- Davy De fauw
- Nill De Pauw
- Steve De Ridder
- Julien De Sart
- Geert De Vlieger
- Koni De Winter
- Jonathan Delaplace
- Timothy Derijck
- Olivier Deschacht
- Abdou Diallo
- Jean-Luc Dompé
- Frédéric Dupré
- Alieu Fadera
- Zinho Gano
- Bruno Godeau
- Omar Govea
- Habib Habibou
- Brian Hamalainen
- Khaleem Hyland
- Hamdi Harbaoui
- Thorgan Hazard
- Salou Ibrahim
- Chris Janssens
- Nikica Jelavić
- Jesper Jørgensen
- Onur Kaya
- Sven Kums
- Cyle Larin
- Stefan Leleu
- Christophe Lepoint
- Aaron Leya Iseka
- Mbaye Leye
- Lukas Lerager
- Junior Malanda
- Luca Marrone
- Tim Matthys
- Thomas Matton
- Ngal'ayel Mukau
- Stijn Meert
- Soualiho Meïté
- Pieter Merlier
- Mohamed Messoudi
- Stijn Minne
- Ernest Webnje Nfor
- Jens Naessens
- Amadou Onana
- Peter Olayinka
- Obbi Oulare
- Ewoud Pletinckx
- Kevin Roelandts
- Giuseppe Rossini
- Cédric Roussel
- Tony Sergeant
- Ólafur Ingi Skúlason
- Jorne Spileers
- Ibrahim Tankary
- Jérémy Taravel
- Aleksandar Trajkovski
- Ludwin Van Nieuwenhuyze
- Bryan Verboom
- Matthieu Verschuere
- Ruud Vormer
- Jelle Vossen
- Anass Zaroury

### Essevee Player of the Year
Sinds het seizoen 2015-16 wordt de Essevee Player of the Year-trofee, toen nog gesponsord door sponsor Record Bank, uitgereikt aan de meest verdienstelijke speler van het seizoen. De winnaar wordt bepaald door een online stemming. De trofee wordt georganiseerd in samenwerking met supportersclub De Essevee Believers, die vóór oprichting van de trofee een eigen verkiezing organiseerde. De trofee werd een tijd gesponsord door Merida.
| Seizoen | Land               | Winnaar           |
| ------- | ------------------ | ----------------- |
| 2015/16 | Vlag van Senegal   | Mbaye Leye        |
| 2016/17 | Vlag van Frankrijk | Soualiho Meïté    |
| 2017/18 | Vlag van Tunesië   | Hamdi Harbaoui    |
| 2018/19 | Vlag van België    | Théo Bongonda     |
| 2019/20 | Vlag van België    | Olivier Deschacht |
| 2020/21 | Vlag van België    | Gianni Bruno      |
| 2021/22 | Vlag van België    | Jelle Vossen      |
| 2022/23 | Vlag van Gambia    | Alieu Fadera      |
| 2023/24 | Vlag van België    | Jelle Vossen      |
| 2024/25 | Vlag van België    | Jelle Vossen      |

### Kapiteins
| Periode   | Land             | Speler                  |
| --------- | ---------------- | ----------------------- |
| 2005–2008 | Vlag van België  | Stefan Leleu            |
| 2008–2011 | Vlag van België  | Ludwin Van Nieuwenhuyze |
| 2011–2014 | Vlag van België  | Davy De fauw            |
| 2014–2015 | Vlag van België  | Karel D'Haene           |
| 2015–2017 | Vlag van Senegal | Mbaye Leye              |
| 2017–2020 | Vlag van België  | Davy De fauw            |
| 2020–2021 | Vlag van België  | Ewoud Pletinckx         |
| 2021–2022 | Vlag van België  | Laurens De Bock         |
| 2022–2023 | Vlag van België  | Sammy Bossut            |
| 2023–2025 | Vlag van België  | Jelle Vossen            |

### Wedstrijdrecords
| Plaats | Land                       | Speler                  | Periode(s) bij de club          | Wedstr. |
| ------ | -------------------------- | ----------------------- | ------------------------------- | ------- |
| 1      | Vlag van België            | Sammy Bossut            | 2006-2023                       | 473     |
| 2      | Vlag van België            | Karel D'Haene           | 2006–2016                       | 309     |
| 3      | Vlag van België            | Davy De fauw            | 2011–2014, 2016–2020            | 275     |
| 4      | Vlag van België            | Steve Colpaert          | 2008–2015                       | 230     |
| 5      | Vlag van Senegal           | Mbaye Leye              | 2007–2009, 2012–2014, 2015–2017 | 201     |
| 6      | Vlag van België            | Ludwin Van Nieuwenhuyze | 2004–2011                       | 200     |
| 7      | Vlag van België            | Stijn Minne             | 2002–2012                       | 170     |
| 8      | Vlag van België            | Stijn Meert             | 2003–2011                       | 157     |
| 9      | Vlag van België            | Jelle Vossen            | 2020–                           | 155     |
| 10     | Vlag van Congo-Brazzaville | Marvin Baudry           | 2015–2020                       | 154     |

Bijgewerkt tot 16 aug 2024.

### Doelpuntrecords
| Plaats | Land                                   | Speler               | Periode(s) bij de club          | Goals |
| ------ | -------------------------------------- | -------------------- | ------------------------------- | ----- |
| 1      | Vlag van Senegal                       | Mbaye Leye           | 2007–2009, 2012–2014, 2015–2017 | 87    |
| 2      | Vlag van België                        | Jelle Vossen         | 2020–                           | 64    |
| 3      | Vlag van België                        | Frederik D'hollander | 2001–2006                       | 54    |
| 4      | Vlag van Tunesië                       | Hamdi Harbaoui       | 2018–2019                       | 45    |
| 5      | Vlag van België                        | Zinho Gano           | 2021-2024                       | 36    |
| 6      | Vlag van Centraal-Afrikaanse Republiek | Habib Habibou        | 2010–2013                       | 35    |
| 7      | Vlag van België                        | Koen Versyp          | 2001–2004                       | 35    |
| 8      | Vlag van België                        | Gianni Bruno         | 2019–2021                       | 32    |
| 9      | Vlag van België                        | Tim Matthys          | 2005–2010                       | 32    |
| 10     | Vlag van België                        | Davy De fauw         | 2011–2014, 2016–2020            | 28    |

Bijgewerkt tot 16 augustus 2024.

### Elftal van het Decennium 2010-2019
De lezers van Het Nieuwsblad konden in januari 2020 hun stemmen uitbrengen voor het "Elftal van het Decennium" van alle Belgische ploegen die het afgelopen decennium minstens twee seizoenen op het hoogste niveau speelden. De spelers die men kon kiezen, speelden vanaf 1 januari 2010 minstens 25 matchen voor hun team.

### Belgische internationals
- Thorgan Hazard (24 caps)
- Jelle Vossen (12 caps)
- Kevin Roelandts (2 caps)
- Sammy Bossut (1 cap)
- Steve Colpaert (1 cap)
- Nathan D'Haemers (1 cap)

## Logo
Zulte Waregem koos voor een modern logo. De groene en rode ovalen moeten de dynamiek en de nooit eindigende beweging van de club symboliseren. De regenboog bovenaan vormt de link naar het Regenboogstadion en vertegenwoordigt de officiële clubkleuren; rood-geel-groen. Het logo had vroeger als onderschrift Grensverleggend, maar dit logo wordt door de club niet meer gebruikt.

## Bijnaam
De naam Essevee is afkomstig van het ter ziele gegane KSV Waregem. Essevee was de roepnaam van de club (en werd destijds als merknaam geregistreerd door de fanclub FC4451). Sinds de fusie tussen KSV Waregem en Zultse VV in 2001 werd deze bijnaam overgedragen op de nieuwe (fusie)club SV Zulte Waregem. Een andere veel gebruikte bijnaam is De Boeren.

## Raad van Bestuur
- Carl Ballière (ad-interim-voorzitter), zaakvoerder van confectiebedrijf Balko [7]
- Tony Beeuwsaert, hoofdaandeelhouder en onder meer eigenaar van verlichtingsbedrijf TAL
- Philippe Detaellenaere, eigenaar van DL Chemicals
- Franck Tijtgat, eigenaar van Asfaltbedrijf Tijtgat

## Missie
"SV Zulte Waregem is de challenger voor de top van het Belgische voetbal. Dankzij een stevig collectief en een sterk team kunnen we geregeld verrassen. De sterke regionale verankering, de Vlaamse werkersmentaliteit en (inter)nationale uitstraling bieden Essevee alle troeven om die ambitie kracht bij te zetten.
Tope Es Alles Meuglijk (TEAM), een West-Vlaamse spreuk die de mentaliteit van Team Essevee perfect weergeeft. Het volledige Vlaamse bestuur, de regionale partners met (inter)nationale uitstraling of de trouwe supportersschare. Samen vormen ze een sterk blok, gedreven door enthousiasme en teamgevoel.
Essevee wil voor al haar belanghebbenden een sympathiek kader creëren. We brengen gezinnen, verenigingen en bedrijven samen in het Regenboogstadion of daarbuiten. Daarbij vergeten we nooit de sociaal-maatschappelijke rol die een voetbalclub te vervullen heeft. Toegankelijkheid, in alle betekenissen van het woord, staat centraal.
Tot slot biedt Essevee een platform voor entertainment, sociaal-maatschappelijke doeleinden, business. Zo ontstaan duurzame partnerschappen met meerwaarde. Van de openbare overheden tot de supportersfederatie, van de ondernemer op de hoek tot de regionale multinational. Samen sterk, samen Team Essevee!"

## Mascotte
De mascotte van de ploeg is een pony met als naam Rony De Pony.

## Supporters

### Rivaliteiten
De aartsrivaal van SV Zulte Waregem is KV Kortrijk. De clubs zijn op 18 kilometer van elkaar gevestigd en bij onderlinge duels is de derbysfeer groot. Een wedstrijd tussen KV Kortrijk en SV Zulte Waregem wordt in de volksmond de Vlasico genoemd, gespeeld door de dikkenekken tegen de boeren.

### Supportersclubs
SV Zulte Waregem heeft verschillende supportersclubs. In totaal zijn het er dertien. Vier bevinden zich in Waregem, twee in Zulte en één in Avelgem, Bavikhove, Kruisem, Beveren-Leie, Wortegem, Deerlijk en Gent.

### Bekende fans
- Yves Lampaert
- Walter Baele
- Jeremie Vaneeckhout
- Han Coucke
- Niels Destadsbader[bron?]
- Wannes Destoop
- Elodie Gabias